# Zelandobius montanus
Zelandobius montanus är en bäcksländeart som beskrevs av Mclellan 1993. Zelandobius montanus ingår i släktet Zelandobius och familjen Gripopterygidae. Inga underarter finns listade i Catalogue of Life.